# ビラノバ・イ・ラ・ジャルトル
ビラノバ・イ・ラ・ジャルトル（カタルーニャ語: Vilanova i la Geltrú, IPA：[ˌbiɫəˈnɔβə j ɫə ʒəɫˈtɾu], スペイン語: Villanueva y Geltrú, ビリャヌエバ・イ・ヘルトル）は、スペイン・カタルーニャ州バルセロナ県のムニシピ（基礎自治体）。公式名はカタルーニャ語のVilanova i la Geltrú。

## 歴史
町の起源が言い伝えられている。町の娘が結婚すると初夜の晩を領主と過ごさねばならないとする法律（初夜権）をジェルトル伯が制定したため、ジェルトル住民はクベリャスと接する海の近くまで移動することにし、ビラノバ・デ・クベリャスという新たな町をつくったという。やがてジェルトルとビラノバ・デ・クベリャスは成長して一つの自治体になった。1274年、ジャウマ1世が憲章を授けた際に正式な町となった。
18世紀半ば、ブルボン家のカルロス3世がカタルーニャ地方と新大陸間の貿易を許可したため町は成長した。経済成長は富の蓄積を促すためでなく、文化への投資も行われた。

## 姉妹都市
- ヴィラ＝レアル、スペイン
- メリニャック、フランス

## 出身者
- エドゥアルド・トルドラ(1895-1962) : 作曲家・指揮者・ヴァイオリニスト。
- セルジ・ロペス(1965-) : 俳優。
- イサーク・ガルベス(1975-2006) : 自転車競技選手。
- マルク・ソレル(1993-) : 自転車競技選手。